# 南部政行 (12代当主)
南部 政行（なんぶ まさゆき）は、南北朝時代の武士。三戸南部氏12代当主。南部茂時の孫。

## 生涯
11代当主・南部信長の子。信長の養嗣子となったとする説もある。
当主としての力がなく、領地を同族に横領されていた。鎌倉幕府が滅亡して南北朝時代に入ると、北畠顕家が奥州を統治していた経緯から、始めは南朝勢力に与した。
しかし正平元年（1346年）に足利尊氏の調略に応じて北朝方に寝返り、奥州の南朝勢力と戦って勢力を拡大したという説もあり、南部氏系譜を混在ならしめている。元中5年/嘉慶2年（1388年）10月18日に61歳で死去。後を子の守行が継いだ。